# Нико Мирошевић-Сорго
Никола Нико Мирошевић-Сорго (Корчула, 13. август 1884 — Лондон, 13. септембар 1966) био је српски и југословенски политичар, дипломата и песник. Посланик (амбасадор) Краљевине Југославије у Ватикану у време Другог светског рата. Његово песничко дело, иако невелико по обиму, нашло се у две антологије српских песника у емиграцији, односно у дијаспори.

## Биографија
Нико Мирошевић-Сорго је најстарије дете Хермана Мирошевића, поморског капетана и Марије Мирошевић-Сорго (рођене Натали). У том браку рођене су и кћерке: Елеонора и Марина. С мајчине стране, Нико је био и директни наследник познате племићке породице Сорго. То је и потврђено царским указом Франца Јозефа од 5. јануара 1905. године, и од тада је ова породица позната као Мирошевић-Сорго.
Непосредно пред Други светски рат, Нико ће постати амбасадор Краљевине Југославије у Ватикану. У то тешко време, он ће се борити за заштиту интереса државе и народа и указивати на подршку екстремно десних, усташких кругова коју су добијали од дела свештенства Римокатоличке цркве у Хрватској, те ће на то указивати и југословенској влади. Као амбасадор је више пута протестовао у Ватикану због тога, још и пре почетка рата, 1940. године. Указивао је на то и надбискупу Степинцу, како свештеници неких бискупија подржавају и помажу Павелића, али није наишао на разумевање.
Након почетка рата и успостављања фашистичке Независне Државе Хрватске, приликом аудијенције код папе, јуна 1941. протестовао је поводом Павелићеве посете и указивао је да усташки режим спроводи "терор против православних и католичких Срба, Јевреја, па и самих Хрвата који су за интегритет Југославије". Поново је указивао и на умешаност католичког клера и сарадњу с Павелићем, те на компромитацију Римокатоличке цркве.

### Емиграција
Ватикан је био незадовољан због Павелићевог режима, и упркос притисцима није признао НДХ. Међутим, Мусолинијеве власти ће протерати Мирошевића-Сорга, што ће изазвати протесте Ватикана. Након одласка, обављаће своје дужности у Швајцарској, Лисабону, Каиру и Лондону, где ће бити министар југословенске Владе у егзилу.
Након завршетка професионалне каријере у политици и дипломатији, наставиће да живи с породицом у Лондону и бавиће се писањем. 

### Породица
Нико је био у браку с Добрилом Мирошевић-Сорго (рођена Јефремовић, 1889-1982). Синови: Бранко (рођ. 1924), Иван (1926-1991) и Познан (рођ. 1931).
Унуци: од Ивана - Николас (Nicholas, рођ. 1954), Мара (рођ. 1955), Марк (рођ. 1957), Владимир (рођ. 1959) и Андреј (1961-2000); од Познана - Антун (рођ. 1968) и Изабел (Isabelle, рођ. 1971).

### Књижевни рад
Нико Мирошевић-Сорго ће за живота објавити збирку поезије "Из доконих часова", у Лондону 1953. године. Његове песме ће се наћи у антологији "Духовно стваралаштво српске емиграције" Боривоја Карапанџића, објављеној 1978. године у Мелбурну, а затим и у Новом Саду 1999. године. Друга антологија у којој је заступљен његов рад је "Прећутане песме" Слободана Вуксановића, објављена у Горњем Милановцу, 1993. године. Ово је антологија српских песника из дијаспоре, који су стварали од доласка нове власти после рата и чије дело није било представљено читаоцима у земљи. То је антологија прећутаних песама српских дисидената у Југославији. Мирошевић-Сорго је заступљен први међу колегама, као најстарији песник који се нашао у овој збирци.